# Pere de Puigmarí i Funés
Pere de Puigmarí i Funés, OSB (Arles, Rosselló, c. 23 de novembre del 1575 - Bellpuig, Urgell, 25 de desembre del 1634) va ser un religiós i monjo benedictí català que fou bisbe de Solsona entre 1631 i 1634.
Era jurista, doctor en Dret. Fou monjo benedictí de la congregació claustral tarraconense, de la qual va ser abat dels monestirs d'Amer (1605-10), de Roses (1610-15), de Breda (1615-19) i de Cuixà (1619-27). També va tenir càrrecs en l'àmbit polític: membre del Consell del rei, el 1621 va ser nomenat canceller reial del Principat de Catalunya i dels comtats de Rosselló i Cerdanya, tot i que no va ser la primera opció del virrei, el duc d'Alcalà. La seva carrera va ascendir en ser escollit bisbe de Solsona, diòcesi de la qual va prendre possessió el 15 de març del 1631, i entrà solemnement a la ciutat el 20 de juliol del mateix any.
Abans de sortir de Barcelona en direcció a Solsona, va enviar al clergat que tenia a càrrec seu i a la població solsonina dues pastorals impreses, i més tard va publicar-ne d'altres, juntament amb alguns edictes, que es conserven a la col·lecció episcopal de Barcelona. Durant el seu pontificat va celebrar dos sínodes diocesans i, a més, va dur a terme dues visites pastorals pel seu territori, però la segona no la va arribar a completar perquè va morir mentre la feia el Nadal de 1634 a Bellpuig. Molt respectat i estimat per tothom, Puigmarí fou tingut com a sant; el seu cadàver va ser traslladat a Solsona i va ser sebollit al presbiteri de la catedral.